# Pilchowice (Basse-Silésie)
Pour les articles homonymes, voir Pilchowice (homonymie).
Pilchowice est une localité polonaise de la gmina de Wleń, située dans le powiat de Lwówek Śląski en voïvodie de Basse-Silésie.